# Ambient black metal
El ambient black metal o black metal atmosférico o black ambient  es un subgénero musical derivado del black metal y del Dark Ambient que combina elementos propios de dicha música con elementos de la música ambient. Este estilo surgió hacia principios de la década de 1990 en Europa.

## Características
El ambient black metal es un subgénero musical instrumental caracterizado por un progresivo abandono de la consistencia y crudeza básicas del black metal, para evolucionar y dar paso a un sonido ambiental determinado.
Una de las características fundamentales del género es la presencia de ambientes fríos y etéreos. También se suele hacer uso de pasajes atmosféricos de guitarra. De esta forma, se deja atrás la cruda contundencia del black metal tradicional.
Algo importante del ambient black metal es su desolador ritmo y crudeza en las líneas de las canciones, que invocan los más fríos paisajes. Este género, a pesar de dejar atrás la rudeza del black metal ortodoxo, no descarta sus raíces anticristianas y paganas, al igual que su inspiración en el ocultismo, que juegan un papel importante en la oscuridad que emite el género, y que se diferencia de otros subgéneros que igualan sus sonidos como el depressive black metal, que se centra más en el dolor y la extrema tristeza que en la oscuridad psicológica producida por el ser humano, aunque muchos grupos a nivel mundial se centran en ambos temas.
Actualmente la mayoría de grupos utilizan teclados, pero algunos grupos prefieren la clásica agrupación dando a la guitarra el papel importante para producir la atmósfera desoladora con tonos agudos que, junto a las voces lentas en forma de alaridos, forman un enlace de oscuros ambientes que adentran al ambient black metal como uno de los géneros musicales más tenebrosos.

## Artistas de ambient black metal
Este subgénero tuvo entre sus pioneros absolutos a Burzum, ya que con el disco Hvis Lyset Tar Oss su artífice Varg Vikernes mezcla la crudeza del black metal con un ambiente frío y pesado, tomando elementos de la música electrónica más abstracta y menos comercial.
Entre las escenas de ambient  metal cabe mencionar especialmente dos: la europea y la norteamericana.
En la europea tenemos una tendencia más fría y cruda, con bandas como Elderwind, Skyforest, Evilfeast, Drudkh, WitcheR, Perennial Isolation, Wedard, Azuth, Ymir, Paysage d'Hiver o Walknut, entre otros, sin abandonar las letras anticristianas y blasfemas que siempre tuvo el black metal. Un claro ejemplo a mencionar es la banda Evilfeast con los discos Lost Horizon of Wisdom, Funeral Sorcery y Wintermoon Enchantress, o a Coldworld con su EP TheStarsAreDeadNow.
El grupo Drudkh empezó a mostrar características de atmospheric black metal con sus trabajos Forgotten Legends y Autumn Aurora, con temáticas naturistas y sobre la historia de su país natal, Ucrania.
El ambient black metal norteamericano incluye bandas como Abigail Williams, Wolves in the Throne Room, Fauna, Skagos, Addaura, Downfall of Nur, Vessel I, Fell Voices o Panopticon.